# FSO (компания)
Fabryka Samochodów Osobowych S.A. (FSO) (рус. Завод Легковых Автомобилей) — польская компания, производящая легковые автомобили. Расположена в Варшаве.

## История

Модернизированная «FSO Warszawa М20»

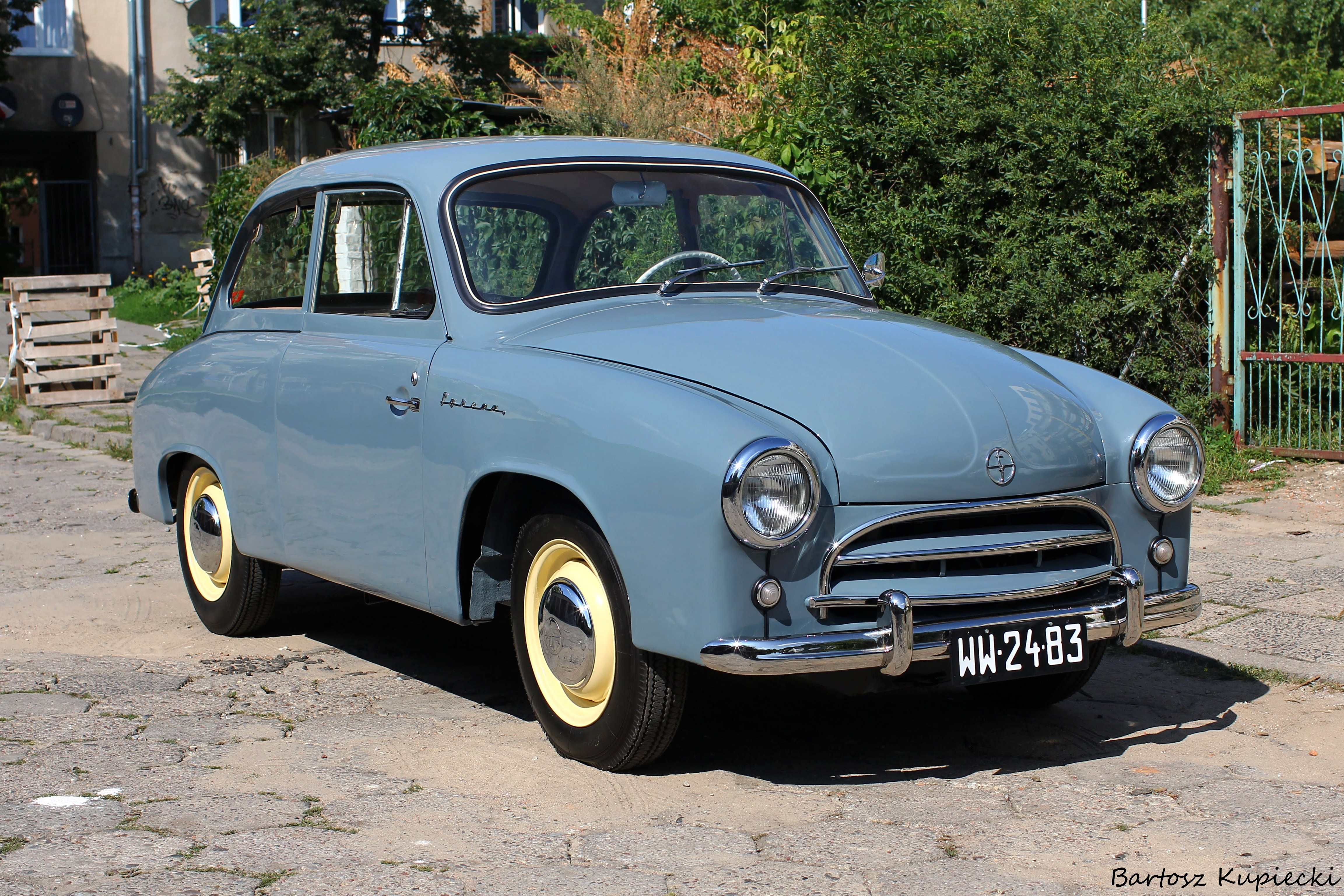
«FSO Syrena 100»

Компания была основана после Второй мировой войны. Первым автомобилем под маркой FSO стала модель FSO Warszawa, — польский вариант советского ГАЗ-М-20 «Победа». Машина выпускалась c 1951 года до 1973 года с серьёзными модернизациями, в частности, поздние выпуски приобрели двигатель с перенесёнными наверх клапанами и кузова: «седан» (с выступающим багажником), «универсал» и «пикап». С 1956 года автомобили собирались только из польских комплектующих.
Всего было выпущено 254.472 автомобиля — чуть больше, чем оригинальных «Побед».
В 1953 г. инженерами завода была самостоятельно разработана машина меньшего размера с передним приводом. В 1957 г. предприятие начало выпуск этих машин под маркой Syrena. В 1972 г. производство Сирен было передано на Завод малолитражных автомобилей (FSM), где продолжалось до 1983 г.

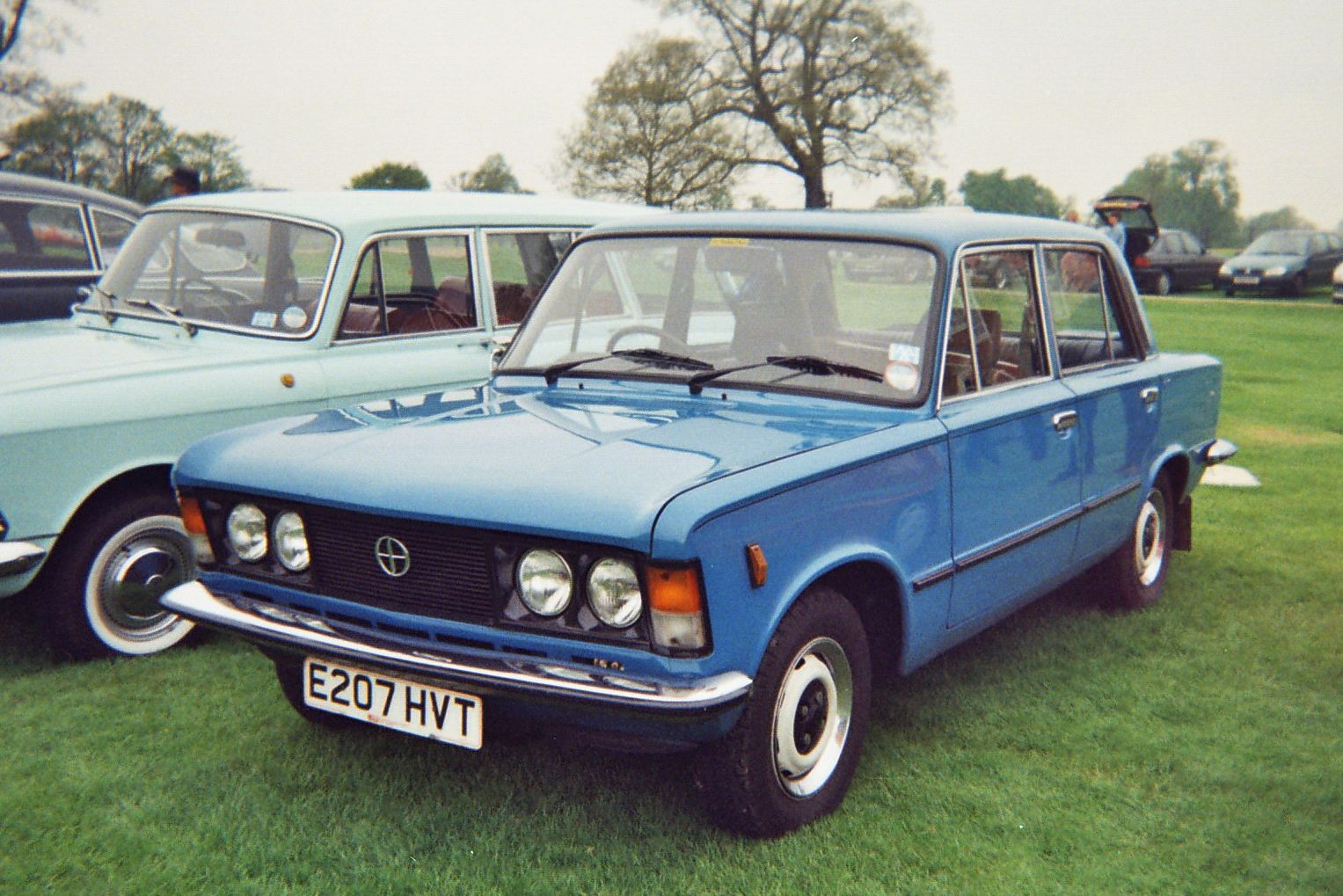
«FSO 125p» (Polski Fiat)

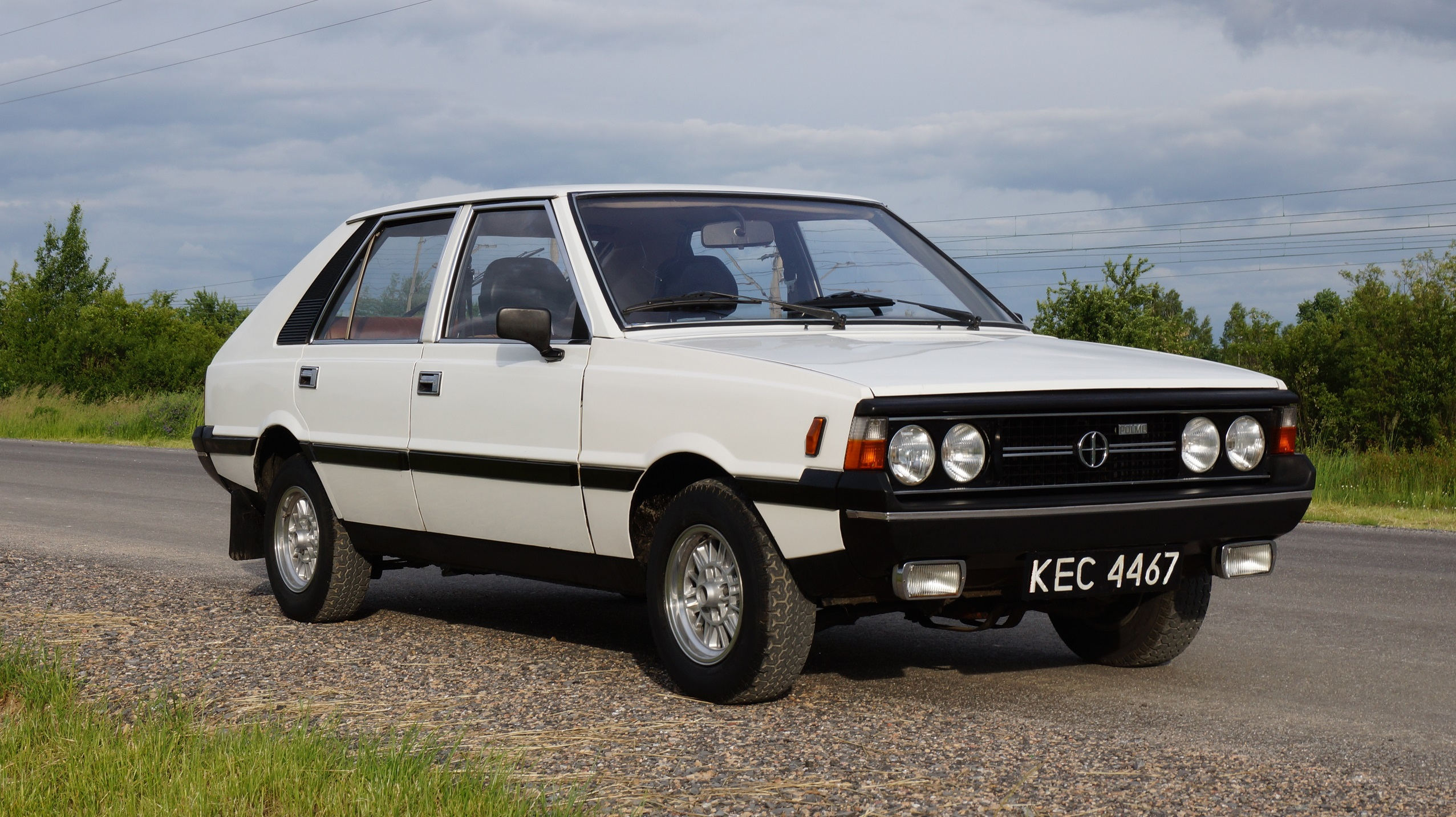
«FSO Polonez 1500»

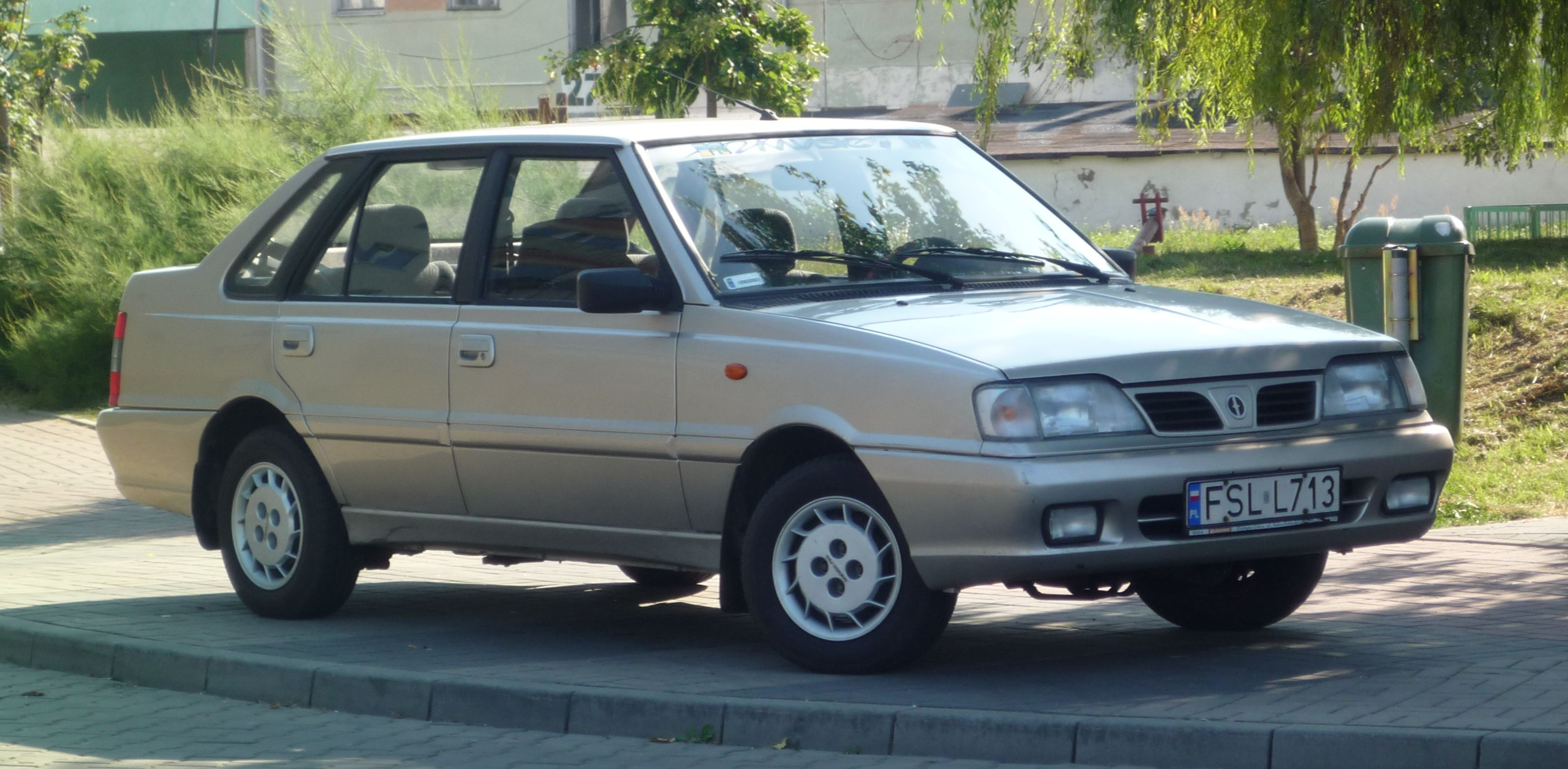
«Daewoo-FSO Polonez Atu Plus»

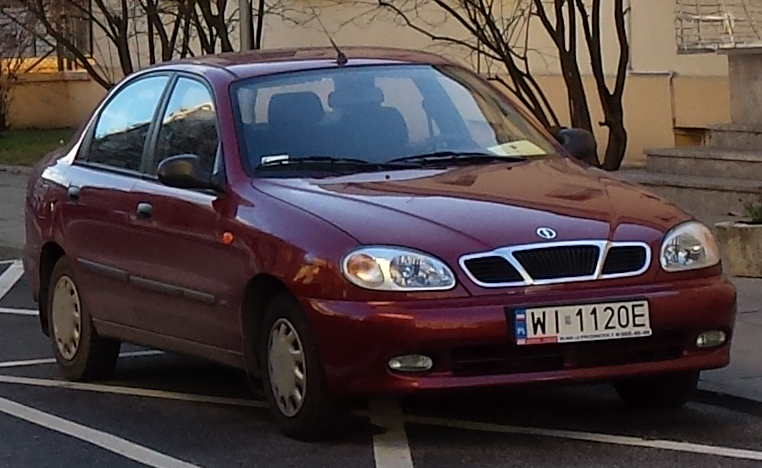
«FSO Lanos»

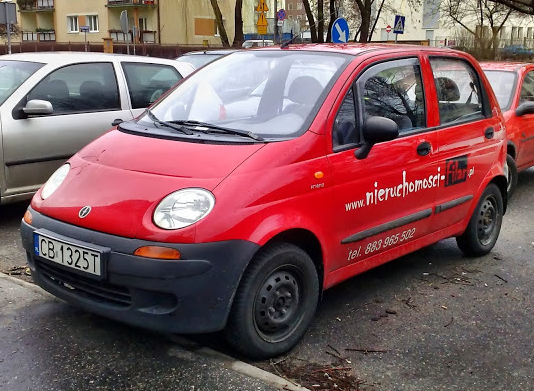
«FSO Matiz»

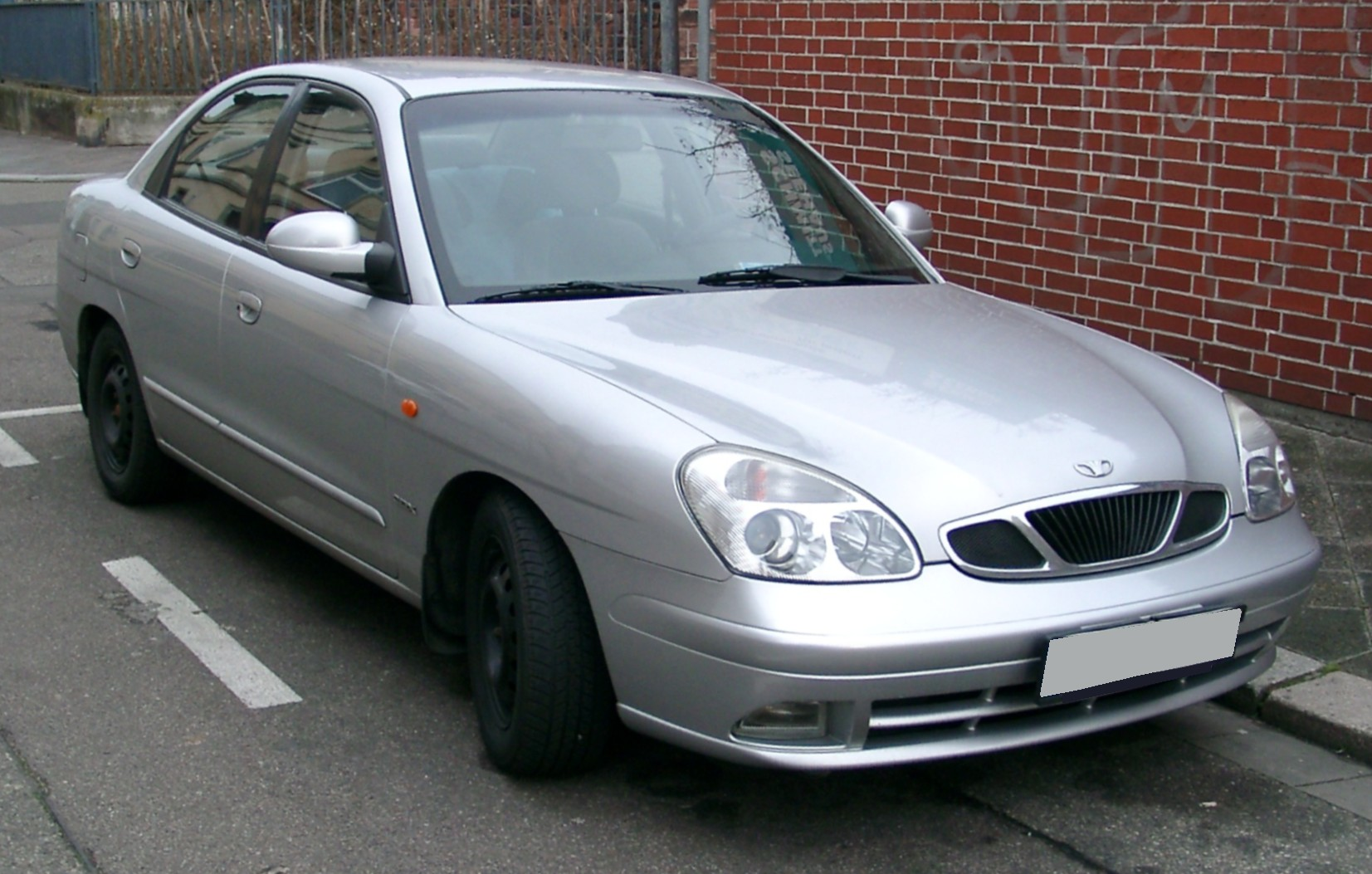
«Daewoo-FSO Nubira»

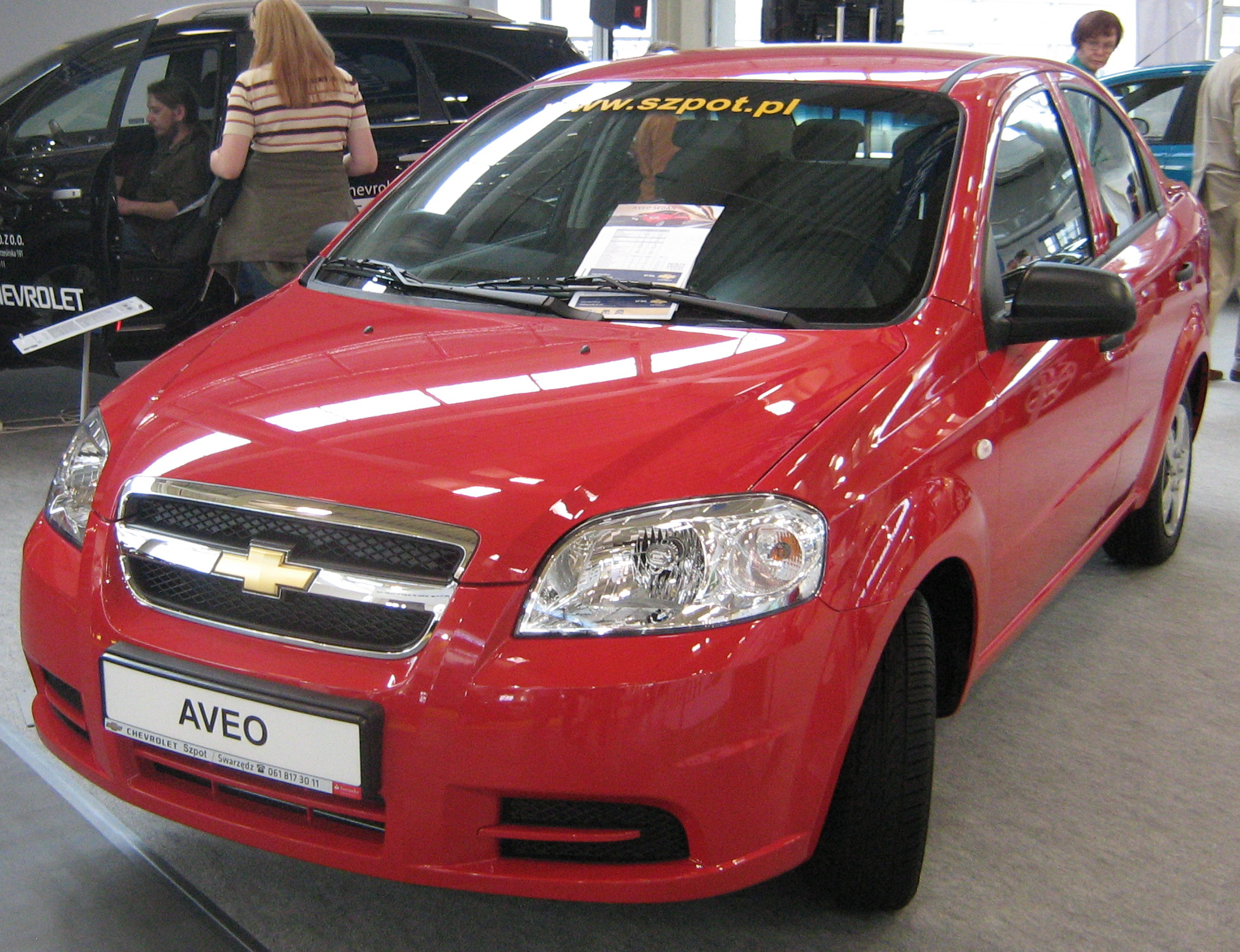
«Chevrolet-FSO Aveo»

В конце 60-х предприятие приобрело лицензию на производство автомобиля Fiat 125, который выпускался с 1967 г. под маркой Polski Fiat 125p, а после истечения срока лицензионного соглашения в 1983 г. под маркой FSO 125p до 1991 г. От оригинальной модели Fiat он отличался нижневальным мотором и 4-ступенчатой трансмиссией с переключением на рулевой колонке (впоследствии заменённой на пятиступенчатую с напольным).
С 1978 года предприятие стало выпускать новые автомобили марки FSO Polonez.
С 1996 года контрольным пакетом акций завода FSO стала владеть компания Daewoo. Новый автоконцерн, созданный на основе объединения, получил название Daewoo-FSO Motor. Итогом этого сотрудничества стало обновление модельного ряда: FSO Daewoo Lanos, FSO Daewoo Nubira, позже – FSO Daewoo Matiz, разработка новой модели FSO Polonez Atu Plus. В 1996-1999 г.г. произведена коренная модернизация предприятия. В связи с банкротством в конце 2000-го автомобильного концерна Daewoo Motor к 2002 году контроль над предприятием перешел к американскому концерну General Motors, для чего GM создал новую фирму GM DAT. C 2004 года предприятию был возвращен старый фирменный знак FSO, а из названия моделей убрано слово Daewoo.
В 2005 г. украинская корпорация «УкрАвто» получает контрольный пакет акций завода FSO. Компания GM-DAT продлевает лицензию на выпуск Lanos и Matiz в Польше. В структуру FSO вновь включено ранее принадлежащее ей предприятие Nysa.
Следовательно, владелец ЗАЗ УкрАВТО стала единственным возможным партнером для FSO. Украинская компания постепенно стала мажоритарным акционером FSO (84,31 % акций), что укрепило сотрудничество между ФСО и ЗАЗ. УкрАВТО предположил, что это обеспечит новую модель для производства на FSO, после того, как истечет лицензия на Matiz и Lanos.
В середине 2006 года материнская компания FSO, УкрАВТО, подписала лицензионное соглашение с General Motors по производству Chevrolet Aveo (T250) седан, а с июля 2008 года - 3- и 5-дверный хетчбэк. Для производства Aveo была сформирована новая компания, акционерами которой были FSO (60 %) и GM (40 %); при условии, что FSO занимается развитием, в то время как GM - финансами. Первый Aveo вышел из завода FSO 11 июля 2007 года. 100000 Aveo сошел с конвейера 1 февраля 2011 года.
Лицензия на производство Aveo истекла в феврале 2011 года и не возобновлялась для модели следующего поколения. К марту 2011 более 1800 сотрудников были уволены, а земля, на которой был построен завод, была выставлена на продажу. К ноябрю 2011 года здания литейного цеха и цеха сборки двигателей были снесены, трек для заводских испытаний также был продан для других целей .
В 2013 году модификация Fiat от FSO вошла в потребительский антирейтинг по версии британского издания «Auto Express», где были названы десять наихудших автомобилей, продававшихся на туманном Альбионе за последние 25 лет

## Модели FSO
| Модель                     | Кол-во экземпляров |
| -------------------------- | ------------------ |
| FSO Warszawa               | 254 471            |
| FSO Syrena                 | 177 234            |
| FSO 125p                   | 1 445 699          |
| FSO Polonez                | 1 061 807          |
| Daewoo Tico                | 126 369            |
| Daewoo Espero              | 20 573             |
| Daewoo Nubira              | 35 673             |
| Daewoo Tacuma              | 427                |
| Daewoo Leganza             | 3969               |
| FSO Lanos                  | 461 665            |
| FSO Matiz                  | 152 363            |
| Chevrolet Aveo             | 126 622            |
| Автомобили собранные в FSO | 73 376             |
| Автомобили специальные     | 12 800             |